# Anthracites nigrifrons
Anthracites nigrifrons är en insektsart som beskrevs av Heinrich Hugo Karny 1912. Anthracites nigrifrons ingår i släktet Anthracites och familjen vårtbitare. Inga underarter finns listade i Catalogue of Life.